# Unione Sportiva Triestina Calcio 2008-2009
Questa pagina raccoglie le informazioni riguardanti l'Unione Sportiva Triestina Calcio nelle competizioni ufficiali della stagione 2008-2009.

## Stagione
Per la stagione 2008-2009 viene confermato Rolando Maran sulla panchina degli alabardati. La squadra conquista 12 punti nelle prime 6 partite, frutto di tre vittorie, tre pareggi e zero sconfitte.
Nonostante qualche leggero periodo di calo la squadra triestina guidata da un esperto allenatore, e pur non potendo disporre di un giocatore come Pablo Granoche, a lungo infortunato, riesce per diverse giornate ad occupare la zona Play-off.
Nel corso della stagione viene festeggiato il novantennale della società. Per l'occasione, il 13 dicembre 2008, nel match casalingo contro il Livorno, la Triestina sfoggia una casacca che riproduce quella storica. Interamente rossa, senza sponsor e cognomi sulla schiena, viene completata da calzoncini bianchi e calzettoni neri. Il 18 dicembre viene organizzata una grande manifestazione presso il PalaTrieste con la presenza di molti ex giocatori, dirigenti e allenatori alabardati. Nel girone di ritorno la squadra coglie quattro vittorie consecutive che la portano nelle alte sfere della classifica. Segue un periodo negativo, con tre sconfitte consecutive, ma la Triestina si riporta in zona playoff il 4 aprile, dopo il netto successo in casa (4-0) contro il Rimini. La squadra ha un successivo vistoso calo con solo un punto in 4 gare. Le vittorie contro Livorno ed Ancona la rilanciano ancora. I sogni di playoff sono però interrotti nella successiva sconfitta a Empoli.
Nella Coppa Italia la Triestina entra in scena nel secondo turno eliminando il Sorrento, poi nel terzo turno lascia il torneo superata dal Cagliari.

## Organigramma societario
La disposizione delle sezioni e la presenza o meno di determinati ruoli può essere variata in base a spazi occupati e dati in possesso.
Area direttiva
- Presidente: Stefano Fantinel
- Vicepresidenti: Antonino Carnelutti e Adriano Del Prete
- Amministratore delegato: Enzo Ferrari

Area tecnica
- Direttore sportivo: Franco De Falco
- Allenatore: Rolando Maran
- Allenatore in seconda: Christian Maraner
- Preparatore/i atletico/i: Alberto Bellè, Luca Bossi
- Preparatore dei portieri: Renzo Di Justo

## Rosa
| N. |                    | Ruolo | Calciatore                |
| -- | ------------------ | ----- | ------------------------- |
| 1  | Italia (bandiera)  | P     | David Dei                 |
| 2  | Italia (bandiera)  | D     | Fabio Ambrosino           |
| 3  | Italia (bandiera)  | D     | Erminio Rullo             |
| 4  | Italia (bandiera)  | C     | Luca Tabbiani             |
| 5  | Italia (bandiera)  | C     | Giorgio Gorgone           |
| 6  | Italia (bandiera)  | D     | Alessandro Ligi           |
| 7  | Italia (bandiera)  | C     | Michael Cia               |
| 8  | Italia (bandiera)  | C     | Filippo Antonelli Agomeri |
| 9  | Uruguay (bandiera) | A     | Pablo Granoche            |
| 10 | Uruguay (bandiera) | A     | Mateo Figoli              |
| 11 | Italia (bandiera)  | A     | Stefano Cannone           |
| 12 | Italia (bandiera)  | P     | Lorenzo Farinelli         |
| 13 | Italia (bandiera)  | C     | Nicola Princivalli        |
| 14 | Italia (bandiera)  | C     | Roberto Sabato            |
| 14 | Italia (bandiera)  | C     | Amedeo Castagna           |
| 15 | Romania (bandiera) | A     | Cristian Cristea          |
| 15 | Italia (bandiera)  | D     | Andrea Riva               |
| 16 | Italia (bandiera)  | D     | Marcello Cottafava        |
| 17 | Italia (bandiera)  | C     | Riccardo Allegretti       |
| 18 | Italia (bandiera)  | A     | Mattia Graffiedi          |
| 18 | Italia (bandiera)  | C     | Matteo Costa              |
| 18 | Italia (bandiera)  | C     | Nicola Tonizzo            |
| 19 | Irlanda (bandiera) | A     | Michael Collins           |

| N. |                       | Ruolo | Calciatore          |
| -- | --------------------- | ----- | ------------------- |
| 20 | Italia (bandiera)     | D     | Mauro Minelli       |
| 21 | Italia (bandiera)     | C     | Emiliano Testini    |
| 22 | Italia (bandiera)     | P     | Michael Agazzi      |
| 23 | Italia (bandiera)     | A     | Luigi Della Rocca   |
| 24 | Austria (bandiera)    | A     | Marko Stanković     |
| 25 | Italia (bandiera)     | A     | Davide Marchini     |
| 25 | Italia (bandiera)     | A     | Carlo De Micco      |
| 26 | Nigeria (bandiera)    | A     | Andrea Cossu        |
| 26 | Italia (bandiera)     | C     | Antonio D'Isanto    |
| 27 | Slovacchia (bandiera) | D     | Martin Petráš       |
| 28 | Italia (bandiera)     | D     | Andrea Milani       |
| 29 | Irlanda (bandiera)    | C     | Conor McCormack     |
| 30 | Italia (bandiera)     | C     | Luca Villanovich    |
| 31 | Italia (bandiera)     | C     | Andrea Grossi       |
| 33 | Nigeria (bandiera)    | A     | Isah Eliakwu        |
| 44 | Italia (bandiera)     | C     | Luigi Piangerelli   |
| 53 | Italia (bandiera)     | D     | Alberto Cossentino  |
| 63 | Italia (bandiera)     | A     | Matteo Ardemagni    |
| 66 | Andorra (bandiera)    | D     | Ildefons Lima       |
| 86 | Italia (bandiera)     | D     | Fabrizio Cacciatore |
| 88 | Italia (bandiera)     | P     | Generoso Rossi      |
| 91 | Italia (bandiera)     | C     | Claudio Pani        |

## Calciomercato

### Sessione estiva
| Acquisti | Acquisti                  | Acquisti      | Acquisti      |
| R.       | Nome                      | da            | Modalità      |
| -------- | ------------------------- | ------------- | ------------- |
| P        | Generoso Rossi            | Catania       | fine prestito |
| P        | Michael Agazzi            | Sassuolo      | fine prestito |
| D        | Fabrizio Cacciatore       | Sampdoria     | prestito      |
| D        | Andrea Peana              | Crotone       | fine prestito |
| D        | Erminio Rullo             | Napoli        | prestito      |
| D        | Alessandro Ligi           | San Marino    | prestito      |
| D        | Roberto Sabato            | Pizzighettone | definitivo    |
| D        | Alberto Cossentino        | Palermo       | prestito      |
| D        | Marcello Cottafava        | Lecce         | definitivo    |
| C        | Filippo Antonelli Agomeri | AlbinoLeffe   | fine prestito |
| C        | Davide Marchini           | Cagliari      | definitivo    |
| C        | Micheal Cia               | Atalanta      | prestito      |
| C        | Andrea Cossu              | Paganese      | fine prestito |
| A        | Mattia Graffiedi          | Milan         | definitivo    |
| A        | Isah Eliakwu              | Inter         | definitivo    |
| A        | Matteo Ardemagni          | Milan         | comproprietà  |
| A        | Cristian Cristea          | Cesena        | comproprietà  |

| Cessioni | Cessioni            | Cessioni            | Cessioni      |
| R.       | Nome                | a                   | Modalità      |
| -------- | ------------------- | ------------------- | ------------- |
| P        | Paolo Acerbis       | -                   | svincolato    |
| D        | Geōrgios Kyriazīs   | -                   | svincolato    |
| D        | Emanuele Pesaresi   | -                   | svincolato    |
| P        | Generoso Rossi      | Gallipoli           | definitivo    |
| D        | Luca Mezzano        | Treviso             | fine prestito |
| D        | Federico Rizzi      | Mantova             | fine prestito |
| D        | Thierry Audel       | San Marino          | prestito      |
| D        | Andrea Peana        | Portogruaro-Summaga | prestito      |
| D        | Roberto Sabato      | Ravenna             | comproprietà  |
| C        | Franco Da Dalt      | Verona              | prestito      |
| C        | Paolo De Cristofaro | San Marino          | prestito      |
| C        | Babù                | Catania             | fine prestito |
| C        | Davide Marchini     | Bologna             | prestito      |
| C        | Andrea Cossu        | Virtus Lanciano     | prestito      |
| A        | Alessandro Sgrigna  | Vicenza             | definitivo    |
| A        | Michel Orneck       | San Marino          | prestito      |
| A        | Jaroslav Šedivec    | Mantova             | prestito      |
| A        | Mattia Graffiedi    | Piacenza            | definitivo    |

### Sessione invernale
| Acquisti | Acquisti        | Acquisti      | Acquisti     |
| R.       | Nome            | da            | Modalità     |
| -------- | --------------- | ------------- | ------------ |
| C        | Claudio Pani    | Cagliari      | comproprietà |
| A        | Marko Stanković | lo Sturm Graz | definitivo   |

| Cessioni | Cessioni           | Cessioni    | Cessioni      |
| R.       | Nome               | a           | Modalità      |
| -------- | ------------------ | ----------- | ------------- |
| D        | Alberto Cossentino | Palermo     | fine prestito |
| C        | Luigi Piangerelli  | Cesena      | definitivo    |
| A        | Cristian Cristea   | Juve Stabia | prestito      |

## Risultati

### Campionato

#### Girone di andata
| Arbitro: | Marelli (Como) |

|            |           |                |
| Volpato 6’ | Marcatori | 31’ Allegretti |

| Arbitro: | Peruzzo (Schio) |

|                                           |           |              |
| Della Rocca 5’ Minelli 26’ Allegretti 54’ | Marcatori | 39’ De Zerbi |

| Arbitro: | N. Stefanini (Prato) |

|            |           |                       |
| Cioffi 19’ | Marcatori | 35’ Antonelli Agomeri |

| Arbitro: | Celi (Campobasso) |

|                        |           |              |
| Princivalli 85’ (rig.) | Marcatori | 51’ Zampagna |

| Arbitro: | Ciampi (Roma) |

|  |           |                   |
|  | Marcatori | 43’ (rig.) Figoli |

| Arbitro: | Banti (Livorno) |

|         |           |  |
| Cia 77’ | Marcatori |  |

| Arbitro: | Tommasi (Bassano del Grappa) |

|                                         |           |                |
| Greco 33’ M. Gasparetto 81’ Álvarez 84’ | Marcatori | 3’ Della Rocca |

| Arbitro: | Velotto (Grosseto) |

|                                      |           |                |
| Antonelli Agomeri 31’ Allegretti 52’ | Marcatori | 26’ Meggiorini |

| Arbitro: | C. Russo |

|                                                 |           |                                |
| A. Caracciolo 56’ (rig.) Zoboli 73’ Szetela 88’ | Marcatori | 48’ Della Rocca 90+3’Cottafava |

| Arbitro: | Dondarini (Finale Emilia) |

|                |           |              |
| Allegretti 56’ | Marcatori | 50’ Carobbio |

| Arbitro: | Damato (Barletta) |

|                            |           |                         |
| Morrone 15’ Castellini 80’ | Marcatori | 69’ (aut.) C. Lucarelli |

| Arbitro: | Cavarretta (Trapani) |

|                            |           |                          |
| Tabbiani 47’ Ardemagni 74’ | Marcatori | 24’ Biso 45+1’ Antonazzo |

| Arbitro: | Calvarese (Teramo) |

|  |           |                            |
|  | Marcatori | 8’ Della Rocca 23’ Testini |

| Arbitro: | Ciampi (Roma) |

|                              |           |               |
| Della Rocca 24’ Tabbiani 62’ | Marcatori | 37’ Di Cesare |

| Arbitro: | Peruzzo (Schio) |

|              |           |  |
| Sforzini 84’ | Marcatori |  |

| Trieste 1º dicembre 2008, ore 20:45 16ª giornata | Triestina          | 0 – 0 | Treviso | Stadio Nereo Rocco\| Arbitro: \| Scoditti (Bologna) \| |
| Arbitro:                                         | Scoditti (Bologna) |       |         |                                                        |

| Arbitro: | Baracani (Firenze) |

|  |           |                                       |
|  | Marcatori | 25’ (rig.) Princivalli 74’ Allegretti |

| Arbitro: | Celi (Campobasso) |

|             |           |             |
| Minelli 25’ | Marcatori | 7’ Diamanti |

| Arbitro: | Brighi (Cesena) |

|                        |           |                |
| Rincón 40’ Vanigli 86’ | Marcatori | 51’ Allegretti |

| Arbitro: | Giannoccaro (Lecce) |

|                                    |           |  |
| Antonelli Agomeri 29’ Granoche 59’ | Marcatori |  |

| Modena 17 gennaio 2009, ore 16:00 21ª giornata | Modena             | 0 – 0 | Triestina | Stadio Alberto Braglia\| Arbitro: \| Baracani (Firenze) \| |
| Arbitro:                                       | Baracani (Firenze) |       |           |                                                            |

#### Girone di ritorno
| Arbitro: | Rocchi (Firenze) |

|                     |           |                       |
| Granoche 66’ (rig.) | Marcatori | 45+1’ (71) P. Barreto |

| Arbitro: | Baracani (Firenze) |

|              |           |                             |
| Pecorari 82’ | Marcatori | 7’ Tabbiani 18’ Princivalli |

| Arbitro: | Velotto (Grosseto) |

|                |           |                            |
| Allegretti 81’ | Marcatori | 9’ Belingheri 12’ Bellusci |

| Arbitro: | Gava (Conegliano) |

|             |           |             |
| Erpen 45+2’ | Marcatori | 7’ Granoche |

| Arbitro: | Oscar Girardi (San Donà di Piave) |

|                                             |           |           |
| Della Rocca 13’ Minelli 36’ Princivalli 89’ | Marcatori | 59’ Iunco |

| Arbitro: | Baracani (Firenze) |

|  |           |             |
|  | Marcatori | 65’ Gorgone |

| Arbitro: | Tozzi (Ostia Lido) |

|                |           |  |
| Della Rocca 3’ | Marcatori |  |

| Arbitro: | Tommasi (Bassano del Grappa) |

|  |           |                                         |
|  | Marcatori | 15’ Della Rocca 25’ Granoche 37’ Milani |

| Arbitro: | Rocchi (Firenze) |

|                 |           |                                 |
| Della Rocca 37’ | Marcatori | 34’ Zambrella 44’ A. Caracciolo |

| Arbitro: | Damato (Barletta) |

|                          |           |         |
| Carobbio 69’ Ruopolo 71’ | Marcatori | 34’ Cia |

| Arbitro: | Farina (Novi Ligure) |

|  |           |                                     |
|  | Marcatori | 2’ Budel 69’ Vantaggiato 90’ Mariga |

| Arbitro: | Romeo (Verona) |

|                         |           |                          |
| Diogo 59’ Antonazzo 89’ | Marcatori | 31’ Granoche 67’ Gorgone |

| Arbitro: | Tozzi (Ostia Lido) |

|                                                                       |           |  |
| Granoche 16’ (rig.), 51’ Antonelli Agomeri 28’ Della Rocca 66’ (rig.) | Marcatori |  |

| Arbitro: | N. Stefanini (Prato) |

|                |           |  |
| Raimondi 45+1’ | Marcatori |  |

| Arbitro: | Ayroldi (Molfetta) |

|                                |           |                                             |
| Della Rocca 28’ Allegretti 88’ | Marcatori | 45+1’ Sansovini 74’ Pellicori 89’ Pichlmann |

| Arbitro: | Cavarretta (Trapani) |

|              |           |  |
| Quadrini 12’ | Marcatori |  |

| Trieste 2 maggio 2009, ore 16:00 38ª giornata | Triestina          | 0 – 0 | Piacenza | Stadio Nereo Rocco\| Arbitro: \| Calvarese (Teramo) \| |
| Arbitro:                                      | Calvarese (Teramo) |       |          |                                                        |

| Arbitro: | Marelli (Como) |

|  |           |                      |
|  | Marcatori | 4’ Antonelli Agomeri |

| Arbitro: | Dondarini (Finale Emilia) |

|                     |           |  |
| Catinali 56’ (aut.) | Marcatori |  |

| Arbitro: | Trefoloni (Siena) |

|                                              |           |  |
| Musacci 16’ Pozzi 45’ Flachi 61’ Saudati 79’ | Marcatori |  |

| Arbitro: | Orsato (Schio) |

|  |           |             |
|  | Marcatori | 84’ Pinardi |

### Coppa Italia

#### Turni preliminari
| Arbitro: | Peruzzo (Schio) |

|                         |           |               |
| Testini 10’ Eliakwu 82’ | Marcatori | 90’ Giampaolo |

| Arbitro: | Farina (Novi Ligure) |

|                  |           |  |
| Matri 78’ (rig.) | Marcatori |  |